# Bernd Rosenheim
Bernd Günther Rosenheim (* 11. September 1931 in Offenbach am Main) ist ein deutscher Bildhauer, Maler, Autor und Dokumentarfilmer.

## Leben und Wirken

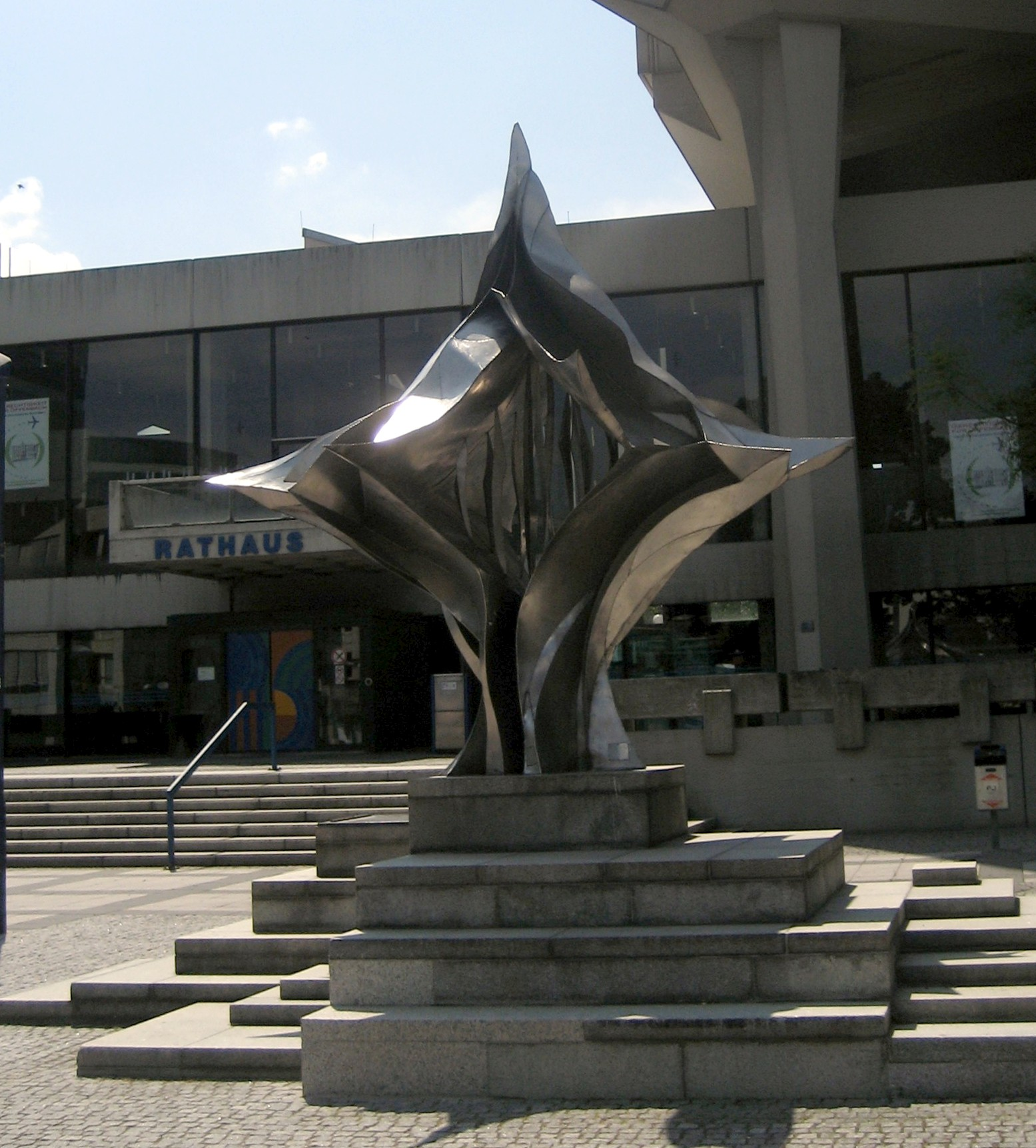
Flamme (1971). Vor dem Offenbacher Rathaus

Nach dem Besuch der Leibnizschule Offenbach studierte Rosenheim ab 1948 zunächst Illustration an der Werkkunstschule Offenbach (heute Hochschule für Gestaltung), dann an der Werkakademie Kassel Kunsterziehung, anschließend in Frankfurt am Main an der Städelschule Wand- und Glasmalerei. An der Johann Wolfgang Goethe-Universität Frankfurt am Main und danach an der Justus-Liebig-Universität Gießen belegte er bis 1962 die Fächer Kunstgeschichte, Geschichte, Archäologie und Philosophie. 1956 bis 1957 war Bernd Rosenheim mit einem Stipendium des Deutschen Akademischen Austauschdienstes in Rom, weitere Reisen führten ihn durch Europa, Asien und Südamerika.
An die erste Ausstellung im Little Studio in New York schlossen sich Einzel- und Gruppenausstellungen an. Das künstlerische Werk Rosenheims erstreckt sich über Malerei, Plastik, Graphik sowie Mischformen, zum Beispiel dreidimensionale, bemalte Wandobjekte mit Spiegeln. Als große öffentliche Aufträge entstanden seit den 1960er Jahren Glasmalereien (zum Beispiel die Friedhofskapelle in Offenbach-Bieber, 1963, Gethsemane-Kirche Frankfurt, 1971), Plastiken aus Metall („Flamme“, Rathaus Offenbach, 1971, „Phönix“, ehemals Hauptpostamt Wiesbaden, 1975, heute DBV-Winterthur-Haus, „Schneckenbrunnen“, vor dem ehemaligen Bürgersaal in Dreieich-Buchschlag, 1980) und Holz („Unbekannte Göttin“, Rathaus Offenbach, 1992). Sowohl im plastischen als auch im malerischen Werk sind verschiedene Phasen zu beobachten, die von der expressionistisch gebrochenen Figur über geometrische und gestisch-reduzierte Abstraktionen wieder zur Figur führen.
Auf seinen Reisen nach Ostasien dokumentierte Rosenheim in Bleistiftzeichnungen schwer zu fotografierende Skulpturen in Höhlen und Tempeln. Diese Forschungen publizierte er 2006 in dem Buch Die Welt des Buddha. Frühe Stätten buddhistischer Kunst in Indien und in der zehnteiligen Fernsehserie „Die Welt des Buddha“ für den Hessischen Rundfunk, 1983.
1993 gründete der Künstler die Bernd-Rosenheim-Stiftung, deren Zweck die Förderung zeitgenössischer Kunst ist. Das von der Stiftung getragene Rosenheim-Museum wurde im April 2008 in Offenbach am Main eröffnet und bereits im Mai 2011 aufgrund fehlender finanzieller Mittel wieder geschlossen.
Bernd Rosenheim lebt und arbeitet in Irland und in der Schweiz.

## Literatur

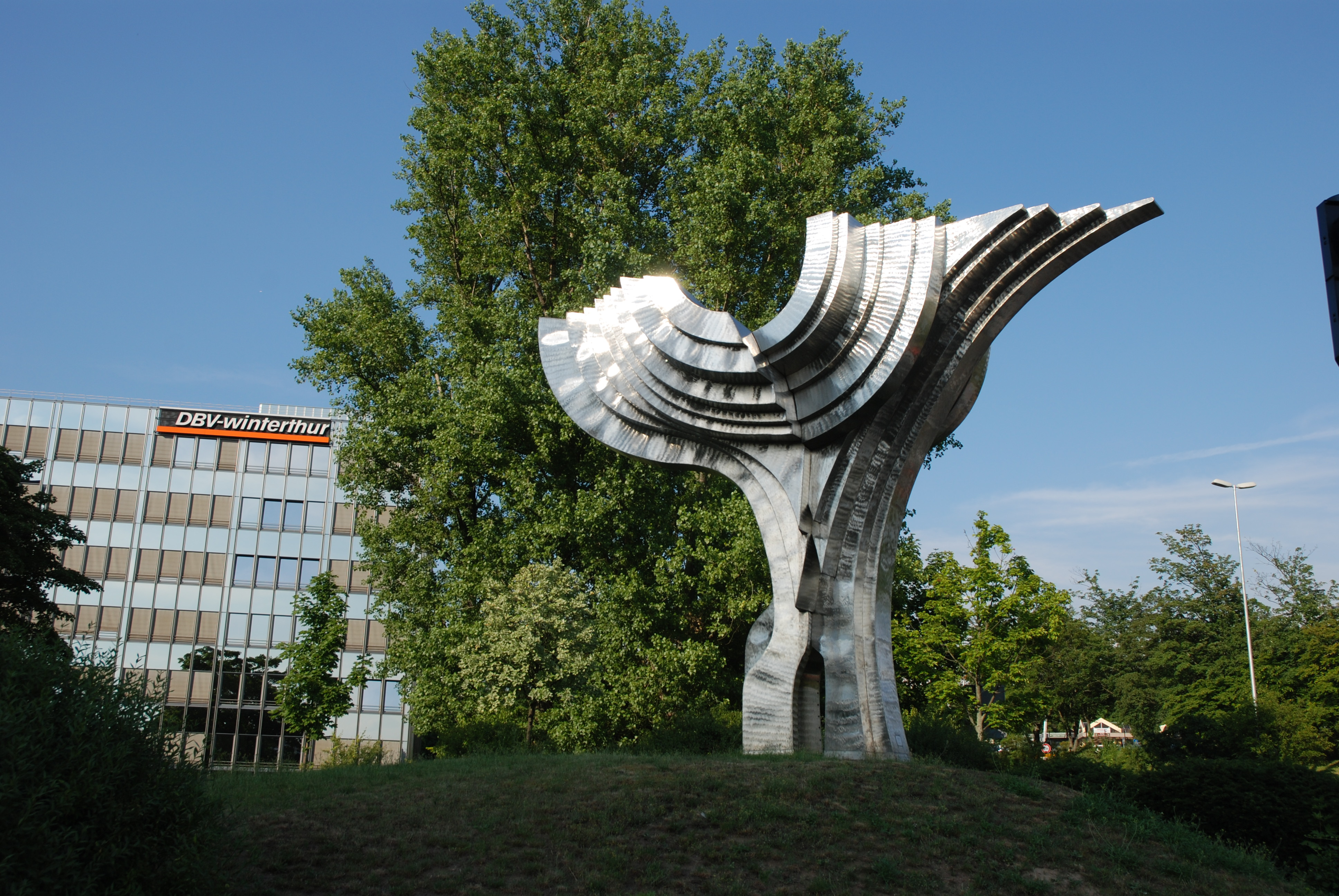
Phoenix (1975). Vor der DBV-Winterthur, Wiesbaden